# جون دوبلداي
جون دوبلداي (بالإنجليزية: John Doubleday)‏ هو نحات بريطاني، ولد في 1947 في Langford, Essex ‏ في المملكة المتحدة.